# De With

Geslachtswapen adellijke tak (1841)

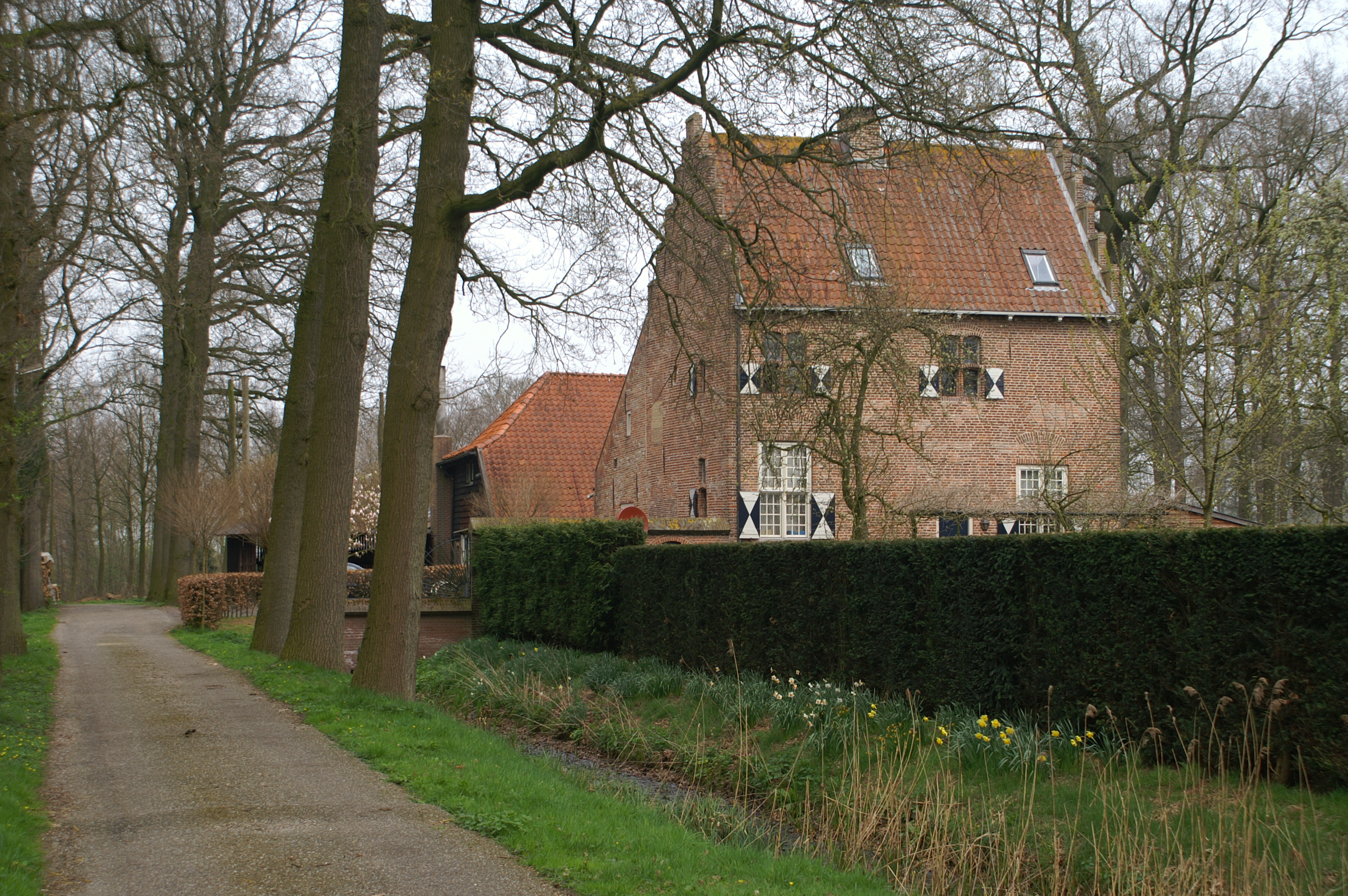
De Berencamp

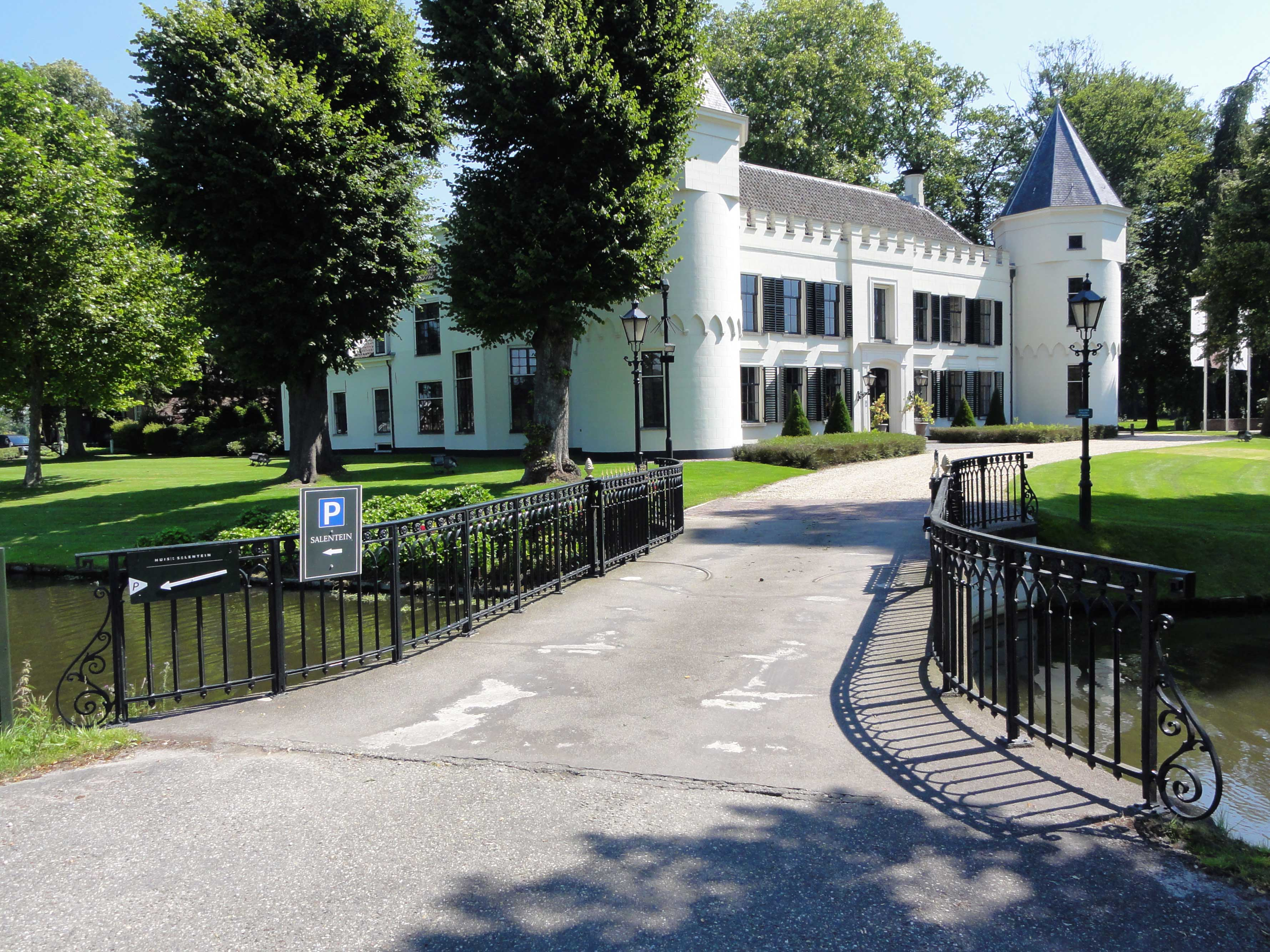
Salentein

De With (ook: Van Haersma de With) is een uit Jutland afkomstige familie waarvan leden sinds 1841 tot de Nederlandse adel behoren.

## Geschiedenis
De stamreeks begint met Poul Christensen die vermeld wordt tussen 1648 en 1673. Zijn zoon Niels Poulsen True werd na 1700 koopman te Aarhus en drie zonen van hem traden in dienst van de VOC, die zich daarna in de Nederlanden vestigden en de naam De With aannamen. Een achterkleinzoon van de stamvader, ritmeester Jan Minnema de With (1762-1820) trouwde in 1794 met Catharina van Haersma (1764-1828) waarna nageslacht zich Van Haersma de With ging noemen. Bij Koninklijk Besluit van 26 juli 1841 werd een zoon van de laatste, mr. Daniel de Blocq van Haersma de With (1797-1857), verheven in de Nederlandse adel waarna zijn nageslacht het predicaat jonkheer/jonkvrouw mocht gaan voeren.
Een broer van Daniël werd niet in de adel opgenomen en werd de stamvader van de niet-adellijke tak die in 1911 in het Nederland's Patriciaat werd opgenomen en waarvoor heropname volgde in 1933. De patriciaatstak is in 1997 uitgestorven.
In 2014 waren er nog twee mannelijke (adellijke) telgen in leven: de chef de famille en zijn zoon. 
Leden van de familie bewoonden onder andere Haersmastate in Buitenpost, Salentein in Nijkerk en Huis de Poll, maar bewonen nu alleen nog De Berencamp. Over het beheer van dit zeer omvangrijke landgoederenbezit in de 20e eeuw op de Veluwe door met name de opeenvolgende eigenaren Van Weede-De With-Schimmelpenninck en deels Van Lynden verscheen in 2020 een boek.

### Wapenbeschrijving
- 1841: In blauw twee schuingekruiste en omgekeerde zilveren degens met gouden gevest, aan weerszijden en beneden vergezeld van een zilveren vlinder, gericht naar het schildhart. Een halfaanziende helm. Een kroon van vijf bladeren en vier gouden parels op de hoofdband; dekkleden: blauw, gevoerd van zilver; helmteken: een geopende zilveren vlucht.

## Enkele telgen
Jan Minnema de With (1762-1820), ritmeester, maire en schout van Buitenpost; trouwde in 1794 met Catharina van Haersma (1764-1828)
- Jhr. mr. Daniel de Blocq van Haersma de With (1797-1857), onder andere burgemeester
  - Jhr. mr. Jan Minnema van Haersma de With (1821-1889), grietman, later burgemeester van Oostdongeradeel en Leeuwarderadeel, lid Provinciale Staten van Friesland
    - Jhr. mr. Daniël de Blocq van Haersma de With (1850-1928), burgemeester
    - Jhr. mr. Jan Hendrik van Haersma de With (1852-1900), kantonrechter, eigenaar van huis Salentein
      - Jkvr. Anna Magdalena van Haersma de With (1877-1952), hofdame van koningin Wilhelmina; trouwde in 1908 met jhr. mr. dr. Albert Gerard Schimmelpenninck (1868-1956), diplomaat, kamerheer dienstdoend bij en waarnemend grootmeester van koningin Emma, executeur van haar nalatenschap
        - Jhr. mr. Frederik Johan Constantijn Schimmelpenninck, heer van Nijenbeek (1918-1991), universeel erfgenaam van zijn oom Jan Minnema van Haersma de With (1878-1965), en daarmee van de kunstcollectie "De Poll"

      - Jhr. dr. Jan Minnema van Haersma de With, heer van de beide Pollen en Nijenbeek (1878-1965), diplomaat, tekeningen- en prentverzamelaar (verzameling "De Poll")
      - Jhr. mr. Hendrik Maurits van Haersma de With, heer van de Berencamp (1884-1945), ambassadeur, erfde van zijn oom Van Weede de Berencamp
        - Jhr. Willem Hendrik Maurits van Haersma de With, heer van de Berencamp (1920-2003), examinator Centraal Bureau Rijvaardigheidsbewijzen
          - Jhr. Hendrik Maurits Daniël van Haersma de With, heer van de Berencamp (1951), rentmeester, bewoner van De Berencamp, verkocht als laatste eigenaar uit dit geslacht huis Salentein, chef de famille
            - Jhr. Jan Minnema van Haersma de With (1985), vermoedelijke opvolger als chef de famille

        - Jkvr. Inès Madeleine van Haersma de With (1921-2014); trouwde in 1946 met jhr. mr. Hendrik Lodewijk van der Wyck (1907-1986), raad Hoog Militair Gerechtshof, directeur van de N.V. Vereeniging Klattensche Cultuur Mij., telg uit het geslacht Van der Wyck; trouwde in 1973 Don Livio Maria Giuseppe Gerolamo dei marchesi Theodoli, marchese di Sambuci (1908-1981), ambassadeur van Italië in Nederland en lid van de familie Theodoli

    - Jkvr. Volkertina Adriana van Haersma de With (1857-1916); trouwde in 1878 met jhr. mr. Willem Marcus van Weede, heer van de Berencamp (1848-1925), minister, liet de Berencamp na aan zijn neef
    - Jkvr. Anna Cornelia van Haersma de With (1864-1930); trouwde in 1885 met jhr. mr. Abraham Daniël Theodoor Gevers, heer van Kethel en Spaland (1856-1896), burgemeester

  - Jkvr. Sjoerdtje Wierdina van Haersma de With (1824-1866); trouwde in 1853 met mr. Johannes Galenus Willem Hendrik baron van Sytzama (1830-1907), burgemeester en rechter
  - Jkvr. Catharina van Haersma de With (1826-1885); trouwde in 1867 met  mr. Johannes Galenus Willem Hendrik baron van Sytzama (1830-1907), burgemeester en rechter
  - Jhr. Volkert Adrianus Heringa van Haersma de With (1831-1909), burgemeester
- Cornelis Martinus van Haersma de With (1799-1869)
  - Johanna Maria van Haersma de With (1823-1869); trouwde in 1852 met mr. Epeus Manger Cats (1822-1896), burgemeester
  - Mr. Jan Minnema van Haersma de With (1825-1904), jurist, lid gemeenteraad en wethouder van Leeuwarden
    - Anna Frederica van Haersma de With (1856-1922); trouwde in 1871 met Epeus Anne Reinoud Lichtenvoort Cats  (1848-1897), burgemeester
    - Cornelis Martinus van Haersma de With (1858-1888)
      - Jan Minnema van Haersma de With (1883-1952), bankdirecteur
        - Johanna Catharina Aurelia van Haersma de With (1910-1997), laatste telg van de patriciaatstak
        - Mr. Arent Cornelis Livius van Haersma de With (1915-1988), laatste mannelijke telg van de patriciaatstak

    - Gerrit Nicolaas van Haersma de With (1863-1901), burgemeester
- Maria de With (1803-1878); trouwde in 1823 met mr. Wiardus Willem Buma (1802-1873), stamouders van de tak Van Haersma Buma van het geslacht Buma

Geslachten die opgenomen zijn in het sinds 1910 verschijnende genealogische naslagwerk Nederland's Patriciaat. Lijst volgens opgave van het CBG Centrum voor familiegeschiedenis.
A · B · C · D · E · F · G · H · I · J · K · L · M · N · O · P · Q · R · S · T · U · V · W · Y · Z